# Mansão Wayne
No universo fictício da DC Comics, a Mansão Wayne (Wayne Manor, no original) é uma mansão fictícia e residência principal da Família Wayne, localizada nos arredores de Gotham City. A residência é frequentemente retratada como uma grande casa de campo administrada pelo fiel mordomo Alfred Pennyworth. Apesar de nas primeiras histórias o próprio Bruce Wayne adquirir a propriedade, desde a década de 1950, o processo de continuidade retroativa admite que o local esteja sob posse de sua família há gerações. 
Nas produções cinematográficas, diversas propriedades históricas inglesas têm servido de locação para a área externa da Mansão Wayne.

## Em outras mídias

### Televisão
Batman (1960)
Na série televisiva de 1960, a área externa da Mansão Wayne foi filmada em uma mansão de Pasadena, Califórnia. As cenas interiores foram produzidas em vários estúdios próprios. Nesta versão, o acesso à Batcaverna localizava-se no escritório de Wayne, atrás de uma estante. As tomadas internas e externas da Mansão Wayne seriam reaproveitados para alguns episódios da série Mission: Impossible. Em 2016, a mesma mansão seria cenário para Agents of S.H.I.E.L.D., exibida pela ABC.
Gotham (2014)
Na série televisiva Gotham, a sede do Instituto Webb - Stevenson Taylor Hall - serve de locação para a mansão Wayne.

### Cinema
Antologia Batman (1989-1997)

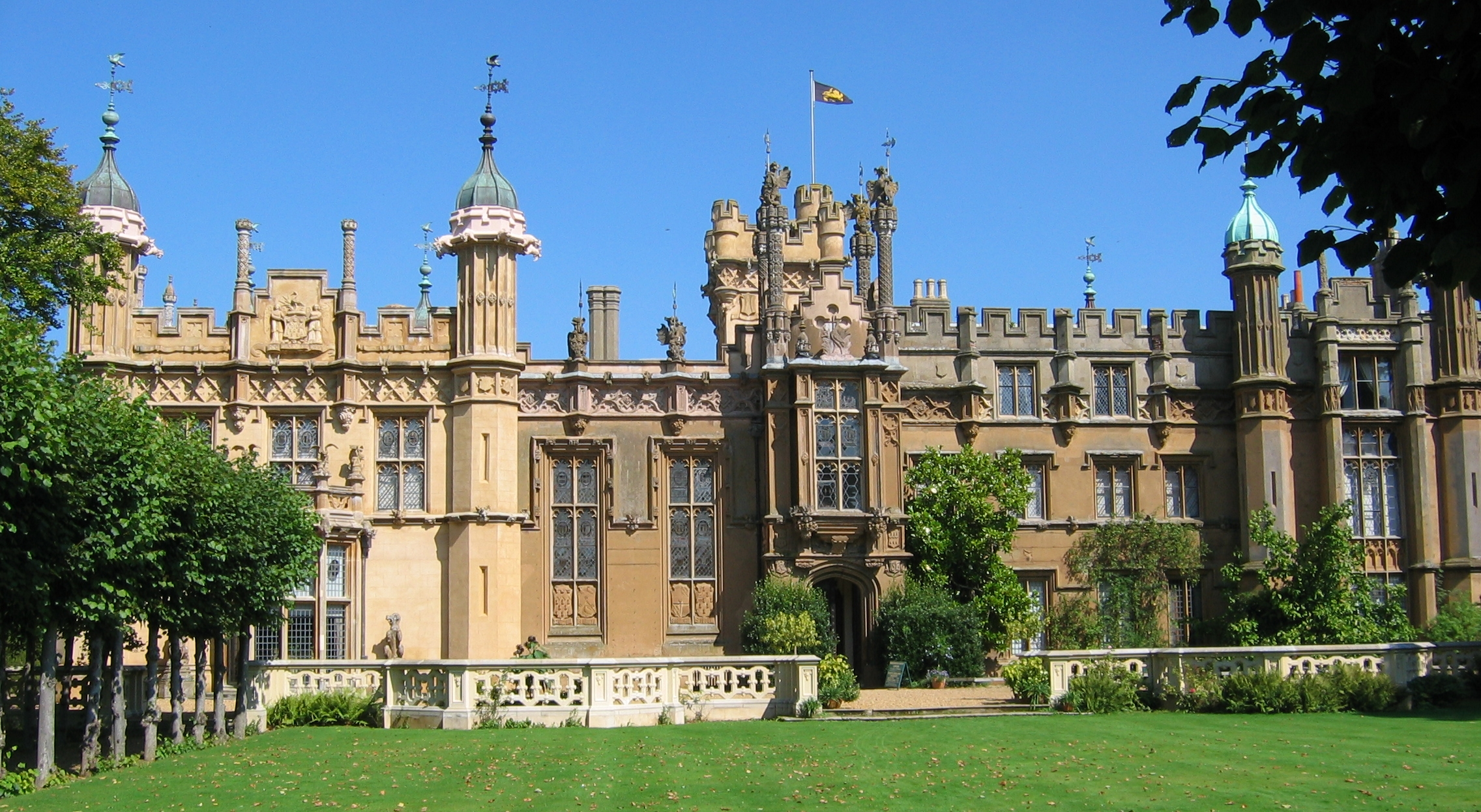
Knebworth House foi utilizada como Mansão Wayne no filme de 1989.

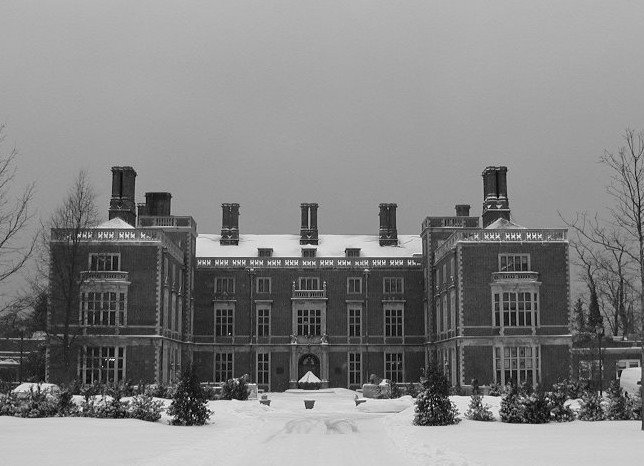
Stevenson Taylor Hall, em Glen Cove, Nova Iorque, serviu como Mansão Wayne em Batman Forever e Batman & Robin.

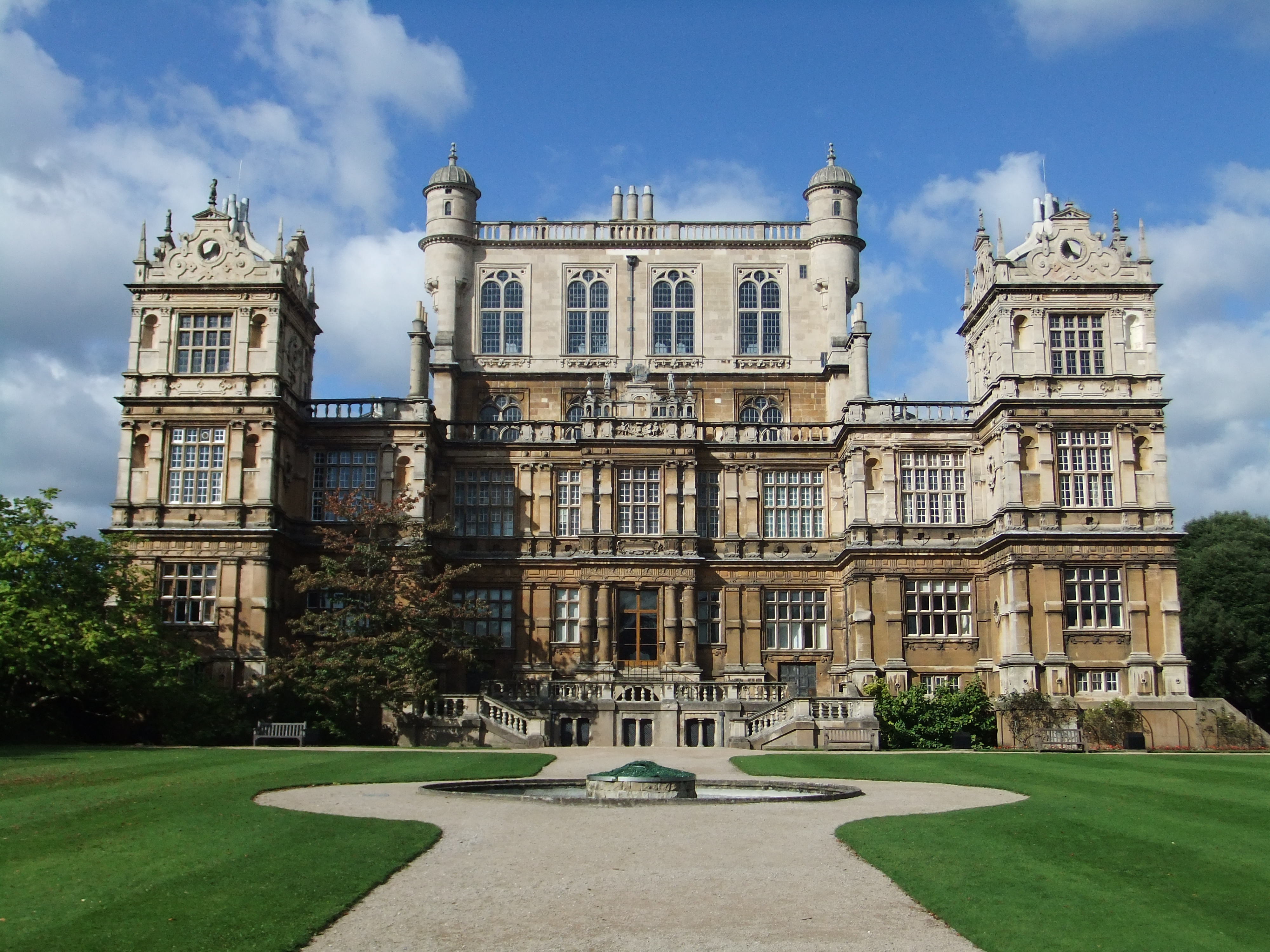
Wollaton Hall, utilizada como Mansão Wayne na Trilogia Cavaleiro das Trevas.

No filme Batman, de 1989, as cenas externas da Mansão Wayne foram filmadas em Knebworth House, uma residência em residência gótica localizada ao norte de Londres. O interior, contudo, foi filmado em Hatfield House, Hertfordshire. O salão de jogos do filme foi filmado na longa galeria da mansão, enquanto o "arsenal" de Wayne teve como locação um pavilhão de mármore no interior da residência. Em Batman Returns (1992), um modelo em escala original foi construído para as tomadas externas da mansão. Na sequência, a passagem para a Batcaverna é encoberta por um paredão de pedra. 
Em Batman Forever (1995) e Batman & Robin (1997), a sede do Instituto Webb, em Glen Cove, Nova Iorque, foi utilizada como locação externa da Mansão Wayne. Neste primeiro filme, Dick Grayson descobre uma entrada para a Batcaverna atrás de um móvel comum. 
Trilogia O Cavaleiro das Trevas (2005-2012)
Em Batman Begins (2005), Mentmore Towers foi usada como locação da Mansão Wayne. Durante os eventos do filme, uma parte da propriedade é destruída por Ra's al Ghul durante um incêndio, contudo suas fundações resistem permitindo que Bruce Wayne possa reconstruí-la futuramente. Nas cenas finais, Alfred sugere uma melhoria na ala oeste (onde tradicionalmente localiza-se a Batcaverna). Nesta versão, a passagem secreta para a Batcaverna é um elevador desativo da antiga Underground Railroad.
Na sequência The Dark Knight (2008), a Mansão Wayne ainda passa por reconstrução e sua conclusão não é retratada na trilogia. Bruce Wayne muda-se temporariamente para a cobertura de um hotel que adquiriu recentemente. O apartamento possui uma entrada secreta, conectando-o ao local onde Wayne depositou seus equipamentos. De acordo com a campanha viral do filme, o local possui 2.300 m² de área, heliporto e vista 360º da cidade.
Já reconstruída, a Mansão Wayne volta a figurar em The Dark Knight Rises (2012), o último título da trilogia, cujos eventos se passa oito anos após o primeiro filme. Desta vez, Wollaton Hall serve de locação para a mansão. A cena do escritório de Selina Kyle foi filmada em Osterley Park, em Londres. Nos eventos finais do filme, Bruce Wayne transforma a propriedade em um orfanato. 